# Gulpudrad spiklav
Gulpudrad spiklav (Calicium adspersum) är en lavart som beskrevs av Pers. Gulpudrad spiklav ingår i släktet Calicium och familjen Physciaceae.  Arten är reproducerande i Sverige. Inga underarter finns listade i Catalogue of Life.